# ГЕС Сан-Сангро (Вілла-Санта-Маріа)
ГЕС Сан-Сангро (Вілла-Санта-Маріа) (італ. Centrale idroelettrica di San Sangro (Villa Santa Maria)) — гідроелектростанція у центральній частині Італії. Розташована вище від ГЕС Сан-Анджело, становить верхній ступінь у каскаді на річці Сангро (тече з Апеннін у східному напрямку та впадає в центральну частину Адріатичного моря за чотири десятки кілометрів південніше Пескари).
В межах проекту річку перекрили арковою бетонною греблею Барреа висотою 34 метри, довжиною 38 метрів, товщиною від 2 (по гребеню) до 4,6 (по основі) метрів, яка потребувала 4,5 тис. м3 матеріалу. Вона утворила водосховище з об'ємом 23 млн м3 та припустимим коливанням рівня поверхні між позначками 955 та 973 метри НРМ.
Від водосховища вода подається до машинного залу, розташованого у майже чотирьох десятках кілометрів. Зал споруджений у підземному виконанні під лівобережним гірським масивом та обладнаний трьома турбінами загальною потужністю 57 МВт (за іншими даними — 73 МВт), які працюють при напорі 420 метрів.